# Amblychilepas platyactis
Amblychilepas platyactis is een slakkensoort uit de familie van de Fissurellidae. De wetenschappelijke naam van de soort is voor het eerst geldig gepubliceerd in 1986 door McLean & Kilburn.